# ادام دمارش
ادام دمارش (انگلیسی: Adam Deadmarsh؛ زادهٔ ۱۰ مهٔ ۱۹۷۵) بازیکن هاکی روی یخ اهل کانادا است.
وی همچنین برندهٔ جوایزی همچون جام استنلی شده‌است.